# 路易斯爱德华多马加良伊斯
路易斯爱德华多马加良伊斯是巴西巴伊亚州的一个市镇。总面积4018.778平方公里，总人口25378人，人口密度6.3人/平方公里。